# Татарова, Валентина Кирилловна
 Валентина Кирилловна Татарова  (род. 15 июня 1952, село Аршаново, Хакасская автономная область) — российская писательница, поэт и прозаик. Член Союза писателей России, заслуженный работник культуры Республики Хакасия.

## Биография
Родилась 15 июня 1952 года в селе Аршаново Алтайского района Хакасской автономной области в семье учителей. После окончания филологического факультета Абаканского педагогического института 10 лет преподавала в Аршановской школе. Затем работала в Абакане корреспондентом местного радио и телевидения, научным сотрудником в республиканском научно-методическом центре, заместителем председателя правления Союза писателей Хакасии.

## Творчество
Писать стихи начала со школьной скамьи. Первые стихи были опубликованы в поэтическом сборнике молодых авторов «Весенние листья» в 1974 году. С тех пор стихи поэтессы на хакасском и русском языках публиковались на страницах газеты «Ленин чолы» и альманахе «Ах тасхыл».
Повести Татаровой «Белая айра» и «Крик турпана» были переведены на русский язык.
Татарова В. К. — член Союза писателей России, заслуженный работник культуры Республики Хакасия.